# Нью-Браунфелс
Нью-Браунфелс (англ. New Braunfels) — город в США, расположенный в центральной части штата Техас. Город назван по имени города Браунфельс в Германии, располагается на границе округов Комал и Гуадалупе и является административным центром округа Комал. По данным переписи за 2010 год число жителей составляло 57 740 человек, по оценке Бюро переписи США в 2017 году в городе проживало 79 152 человека. В переводе с немецкого языка слово Braunfels означает «коричневый камень». Город основан немецкой общиной и в течение XIX века даже англоговорящие жители Техаса произносили название на немецкий манер (Ной-Браунфельс).

## История

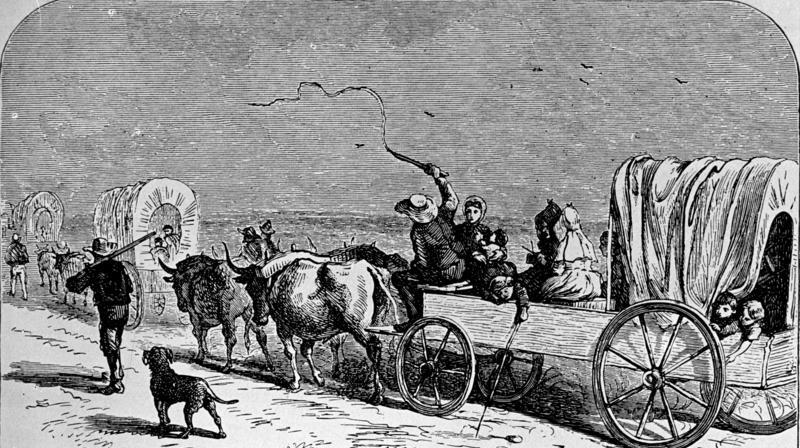
Немецкие поселенцы на пути к Нью-Браунфелсу в 1844 году

Нью-Браунфелс был основан принцем Карлом, правителем земель Зольмса и Браунфельса в Германии, а также генеральным комиссаром немецкого Техаса. Принц Карл назвал поселение Нью-Браунфелсом в честь своих земель в Германии.
Кампания по эмиграции в Техас привлекла сотни немцев, и в июле 1844 года первые поселенцы прибыли в Галвестон. Большая часть из них продолжила морское путешествие до Индианолы, до которой они добрались лишь в декабре 1844 года, откуда направились в сухопутное путешествие до земли, купленной принцем Карлом по гранту Фишера — Миллера. По настоянию Джона Хэйса, предположившего, что поселенцы не успеют основаться на новых землях до зимы, продвигавшиеся вдоль реки Гуадалупе отряды остановились неподалёку от источников Комал, где принц Карл купил землю у Рафаэля и Марии Гарза за 1111 долларов.
Купленная земля находилась рядом с дорогой Эль-Камино-де-лос-Техас к северо-востоку от Сан-Антонио и обладала обильными запасами пресной волы из источников Комал. Земля находилась посередине между Индианолой и купленной ранее территорией. Первые поселенцы пересекли реку 21 марта 1845 года.
В течение весны 1845 года поселенцы построили форт, провели разделение земель и начали строить дома и засеивать зерновые культуры. Также был заложен второй форт, Софиенбург, население которого занималось помощью иммигрантам.
В 1844 году принц Карл так разочаровался в логистике колонизации Техаса, что попросил снять с него обязанности генерального комиссара и назначить преемника. Джон Мойзебах, прибывший ему на смену, обнаружил финансы организации в печальном состоянии из-за отсутствия у принца опыта в коммерции и отказа вести бухгалтерскую отчётность. В целом, вся организация состояла из дворян, никогда не занимавшихся бизнесом. Община потеряла много денег из-за того, что оплаченный транспорт и инструменты, необходимые поселенцам, так и не были поставлены Генри Фишером, а принца Карла удерживали на территории Техаса из-за неоплаченных счетов. Мойзебах смог наладить выплату долгов и Карл, в конце концов, смог вернуться в Германию.
Мойзебах также быстро выяснил, что выбор Карла земель в районе Индианолы и изолированного пути до Нью-Браунфелса был обусловлен желанием последнего ограничить общение немцев с местными жителями. По утверждениям одного из поселенцев, известного инженера Николаса Цинка, принц Зольмсский планировал установить немецкое феодальное государство, тайно приглашая иммигрантов и размещая их в вооружённых крепостях. Мойзебах выбрал другую стратегию развития, пригласив американцев к поселению на территории и налаживанию торговых связей с колонизаторами из Германии.

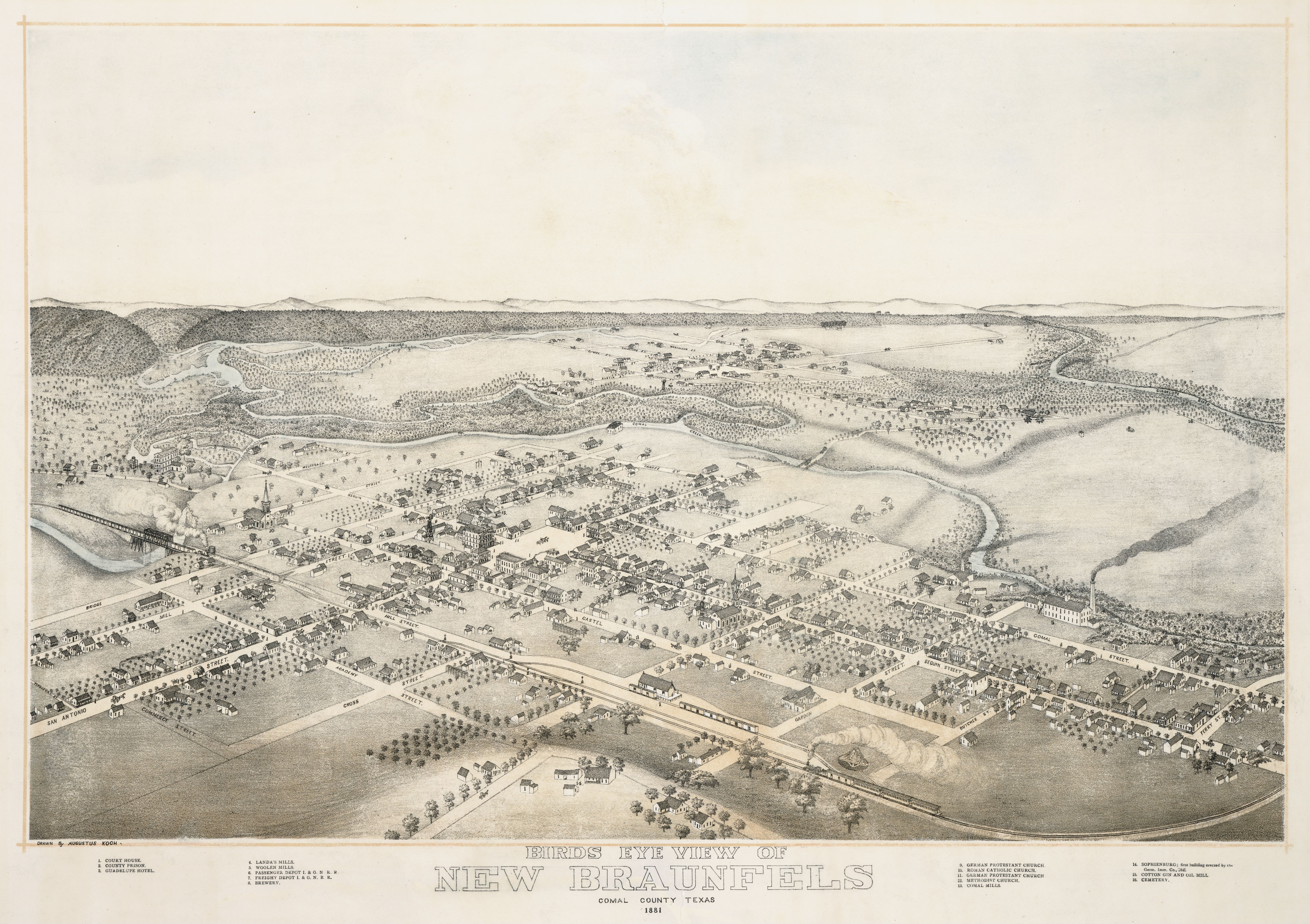
Карта Нью-Браунфелса 1881 года

Являясь офицером императорской армии Австрии, принц Зольмсский держал в Индианоле военный отряд в полной боевой готовности. Мойзебах переквалифицировал отряд в рабочих необходимых специальностей. Также были приведены в порядок бизнес-структура и финансы колонии, поселенцы были обеспечены прибежищем и едой. В августе 1845 года открылась первая немецко-английская школа Нью-Браунфелса.
Мойзебах также установил дружеские отношения с местным племенем народа Уэйко, которые из-за цвета волос прозвали его «вождём с горящими волосами на голове».
В мае 1846 года Мойзебах получил письмо от графа Кастелла, информирущее его о новых эмигрантах, отправившихся в Техас без денег или каких-либо других средств для жизни. Просьбы денег Мойзебахом, а также его предупреждение о банкротстве были проигнорированы, и это вынудило его опубликовать статью о состоянии колонизации Техаса в немецких средствах массовой информации. Под давление общественного мнения власти выделили техасским иммигрантам 60 000 долларов. Сумма была слишком маленькой и недостаточной для поддержания общего количества немецких эмигрантов в Техасе, но Кастелл также отправил туда Филиппа Кеппеса в качестве специального уполномоченного для наблюдения за ситуацией. Кеппес также получил указание от Кастелла наблюдать за Мойзебахом и тайно докладывать о каждом его действии. Пробыв в колонии до марта 1847 года, Кеппес в итоге рекомендовал выделить ещё 200 000 долларов.
Кеппес пригласил в поселение Генри Фишера, несмотря на недоверие к нему со стороны поселенцев. 11 февраля 1845 года Фишер участвовал в принуждении новых иммигрантов к подписанию документов, согласно которым они соглашались покинуть организацию Мойзебаха и присоединиться к другу Фишера Фридриху Струббергу. 31 декабря 1846 года Кеппеса не было в городе, а Мойзебах пригласил Фишера на завтрак. В городе внезапно появились плакаты, которые гласили «Проклятье рабовладельцу Мойзебаху» и призывали колонистов освободиться от «тирании». Группа под руководством Рудольфа Ивонски прорвалась к дому Мойзебаха.
Колонисты предъявили список требований, которые включали отставку Мойзебаха с поста генерального комиссара и передачи колонии Фишеру. Несмотря на спокойствие Мойзебаха, в толпе стали звучать призывы повесить его. Когда примерно 120 мужчин разошлись, Фишера нигде не было. Вечером того же дня в поддержку Мойзебаха собралась другая группа, принявшая резолюцию, осудившую действия протестовавших. Ещё в ноябре 1845 года Мойзебах писал графу Кастеллу о своем намерении уйти в отставку и вернуться в Германию. Мойзебах считал, что у немецкого Техаса недостаточно организации, чтобы достичь своих целей. После визита толпы в Нью-Браунфелс он снова подал в отставку, отправив прошение с финансовым отчётом Кастеллу 23 января 1847 года.

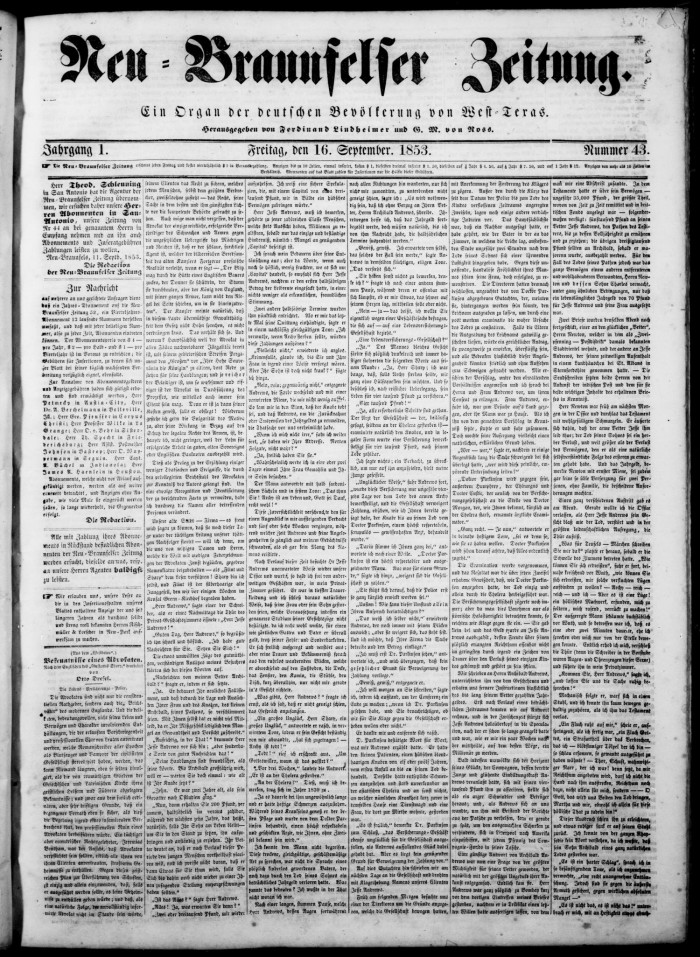
Главная страница газеты New Braunfels Zeitung от 16 сентября 1853 года

Мойзебах стабилизировал финансы сообщества немецких колонистов, а также призвал поселенцев создать дополнительные соседние общины. Крупнейшим из таких вторичных поселений стал Фредериксберг, в 130 километрах к северо-западу от Нью-Браунфелса.
Нью-Браунфелс рос, и к 1850 году стал четвёртым по величине городом в Техасе, в котором жило 1723 человека. Больше на тот момент было только в Галвестоне, Сан-Антонио и Хьюстоне. В 1852 году была организована газета Zeitung, главным редактором которой стал ботаник Фердинанд Линдхаймер. Газета продолжает выходить по сей день под названием Herald-Zeitung.

## География
Координаты Нью-Браунфелса: 29°42′07″ с. ш. 98°07′26″ з. д..
Согласно данным бюро переписи США, площадь города составляет около 114,7 км2, из которых примерно 113,6 км2 занято сушей, а около 1,1 км2 является водной поверхностью

### Климат
| Показатель                    | Янв.  | Фев.  | Март | Апр. | Май  | Июнь | Июль | Авг. | Сен. | Окт. | Нояб. | Дек.  |
| ----------------------------- | ----- | ----- | ---- | ---- | ---- | ---- | ---- | ---- | ---- | ---- | ----- | ----- |
| Абсолютный максимум, °C       | 31,7  | 36,7  | 37,8 | 40,6 | 39,4 | 43,3 | 43,3 | 43,3 | 44,4 | 37,8 | 34,4  | 32,8  |
| Средний суточный максимум, °C | 16,8  | 18,9  | 23,3 | 26,9 | 30,0 | 33,4 | 35,1 | 35,4 | 32,3 | 27,8 | 22,1  | 17,7  |
| Средний суточный минимум, °C  | 4,1   | 5,8   | 9,6  | 13,9 | 18,1 | 21,6 | 22,6 | 22,4 | 19,8 | 14,5 | 9,2   | 4,9   |
| Абсолютный минимум, °C        | −16,7 | −16,7 | −8,3 | −1,7 | 2,8  | 7,8  | 13,9 | 14,4 | 6,1  | −4,4 | −7,8  | −16,7 |
| Норма осадков, мм             | 50    | 51    | 55   | 74   | 105  | 90   | 57   | 55   | 83   | 89   | 58    | 58    |
| Источник: weatherbase.com     |       |       |      |      |      |      |      |      |      |      |       |       |

## Население
Согласно переписи населения 2010 года, в 2010 году в городе проживали 57 740 человек, 21 259 домохозяйств, 15 054 семьи. Расовый состав города: 86,8 % — белые, 1,9% — чернокожие, 0,7 % — коренные жители США, 1,0 % — азиаты, 0,0 % — жители Гавайев или Океании, 7,3 % — другие расы, 2,3 % — две и более расы. Число испаноязычных жителей любых рас составило 35,0 %.
Из 21 259 домохозяйств в 34,4 % проживают дети младше 18 лет. В 53,6 % случаев в домохозяйстве проживают женатые пары, 12,5 % — домохозяйства без мужчин, 29,2 % — домохозяйства, не составляющие семью. 23,7 % домохозяйств представляют собой одиноких людей, 10,1 % — одиноких людей старше 65 лет. Средний размер домохозяйства составляет 2,67 человека. Средний размер семьи — 3,18.
29,5 % населения города младше 20 лет, 27,0 % находятся в возрасте от 20 до 39, 29,9 % — от 40 до 64, 13,7 % — 65 лет и старше. Средний возраст составляет 35,6 лет.
Согласно данным опросов пяти лет с 2009 по 2013 годы, средний доход домохозяйства в Нью-Браунфелсе составляет 57 368 долларов США в год, средний доход семьи — 66 560 долларов. Доход на душу населения в городе составляет 25 584 доллара США, ниже, чем в среднем по стране — 39 997 долларов. Около 8,3 % семей и 12,0 % населения находятся за чертой бедности. В том числе 15,0 % в возрасте до 18 лет и 9,5 % в возрасте 65 и старше.

## Известные люди
- Лэнс Беркман, бейсболист, участник шести матчей всех звёзд MLB, посещал старшую школу Canyon High School в Нью-Браунфелсе.
- Чарльз Дьюк, пилот лунного модуля Аполлон-16[35].
- Рэй Кэтт[англ.], бейсболист.
- Роберт Крюгер, бывший член Палаты представителей США и временный (назначенный) сенатор
- Ли Нэш[англ.], вокалистка группы Sixpence None the Richer

## Изображения

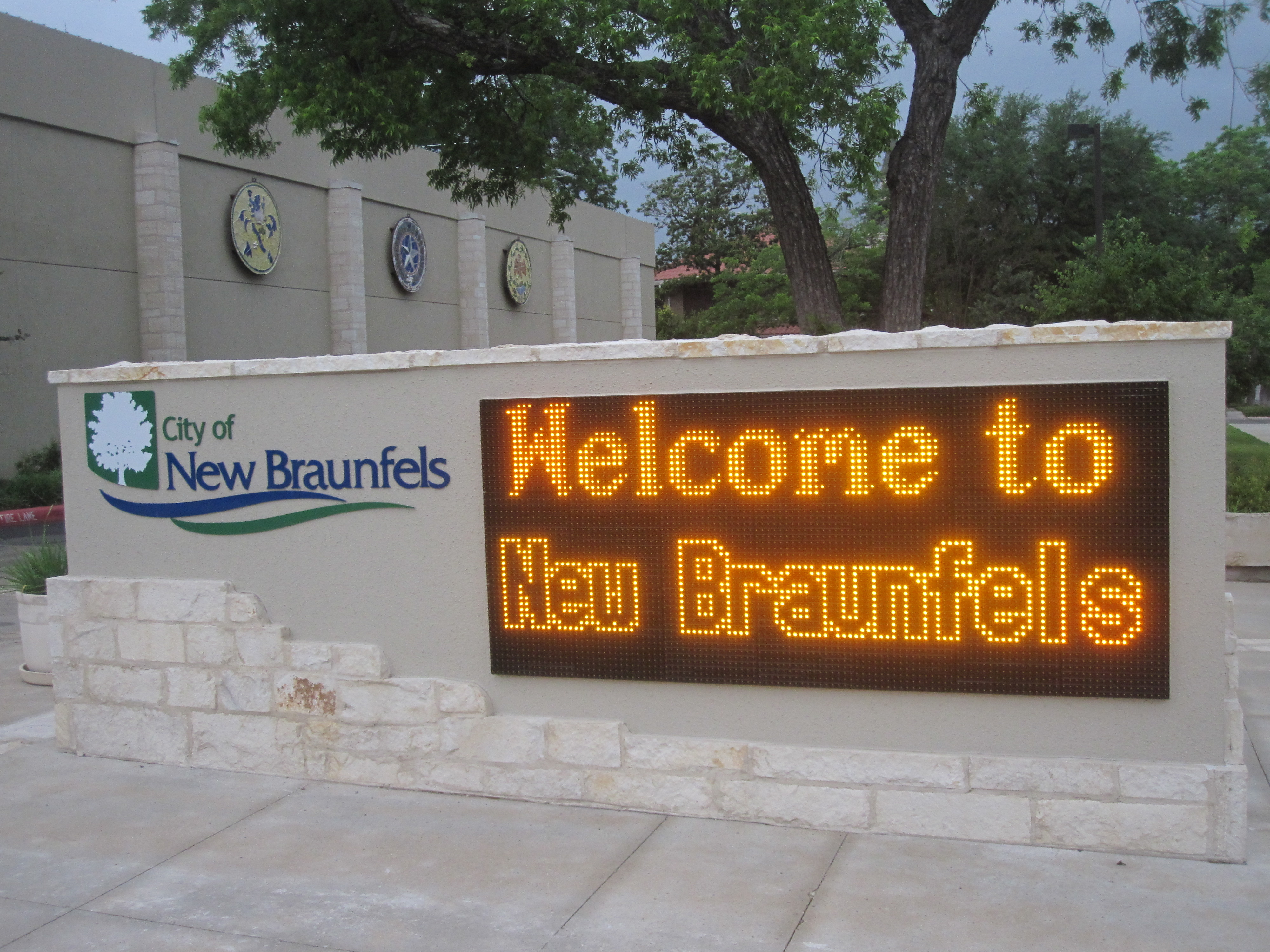
Приветственный знак у туристического центра Нью-Браунфелса
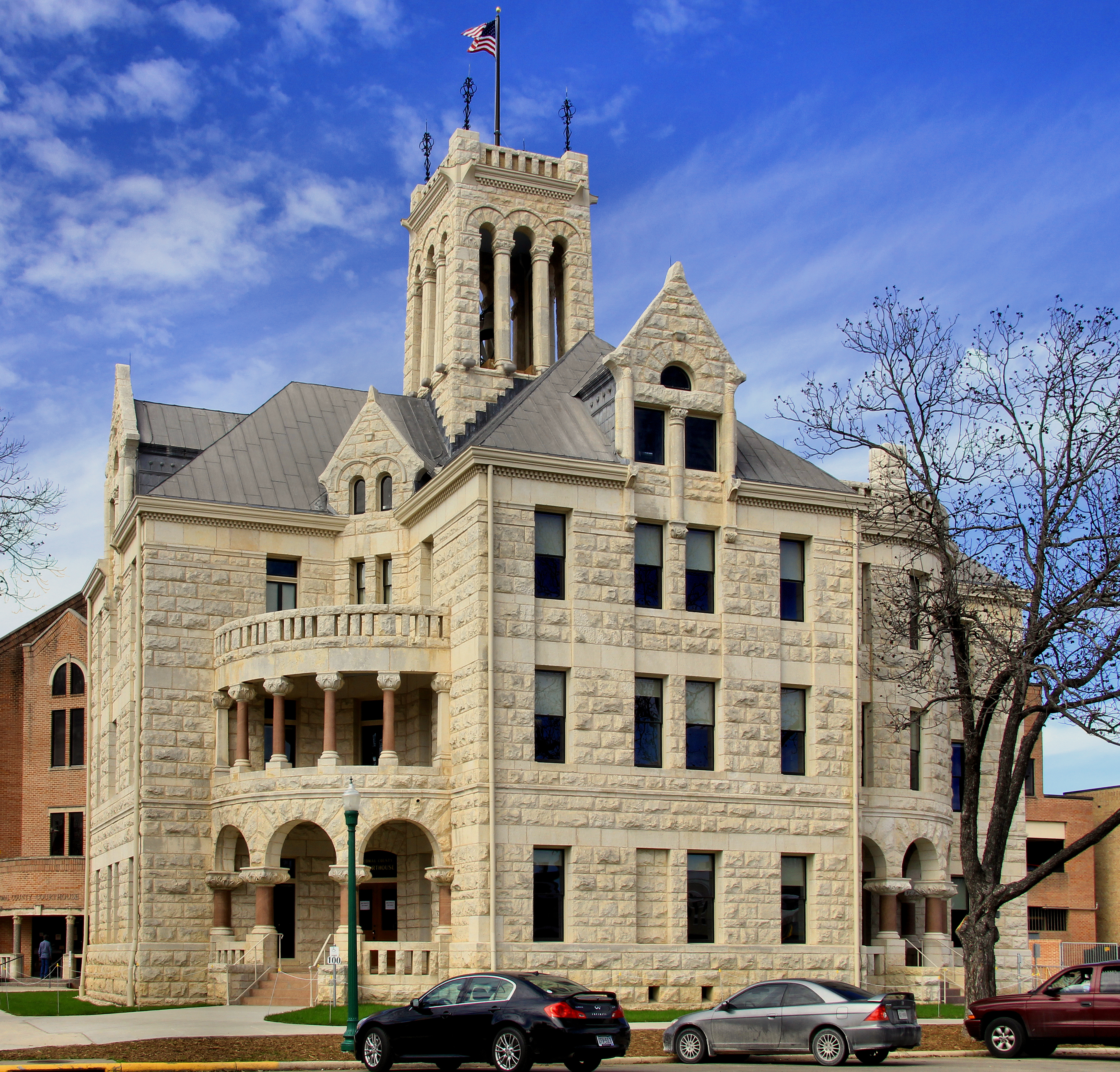
Суд округа Комал в Нью-Браунфелсе, построенный по проекту известного архитектора Райли Гордона в неороманском стиле
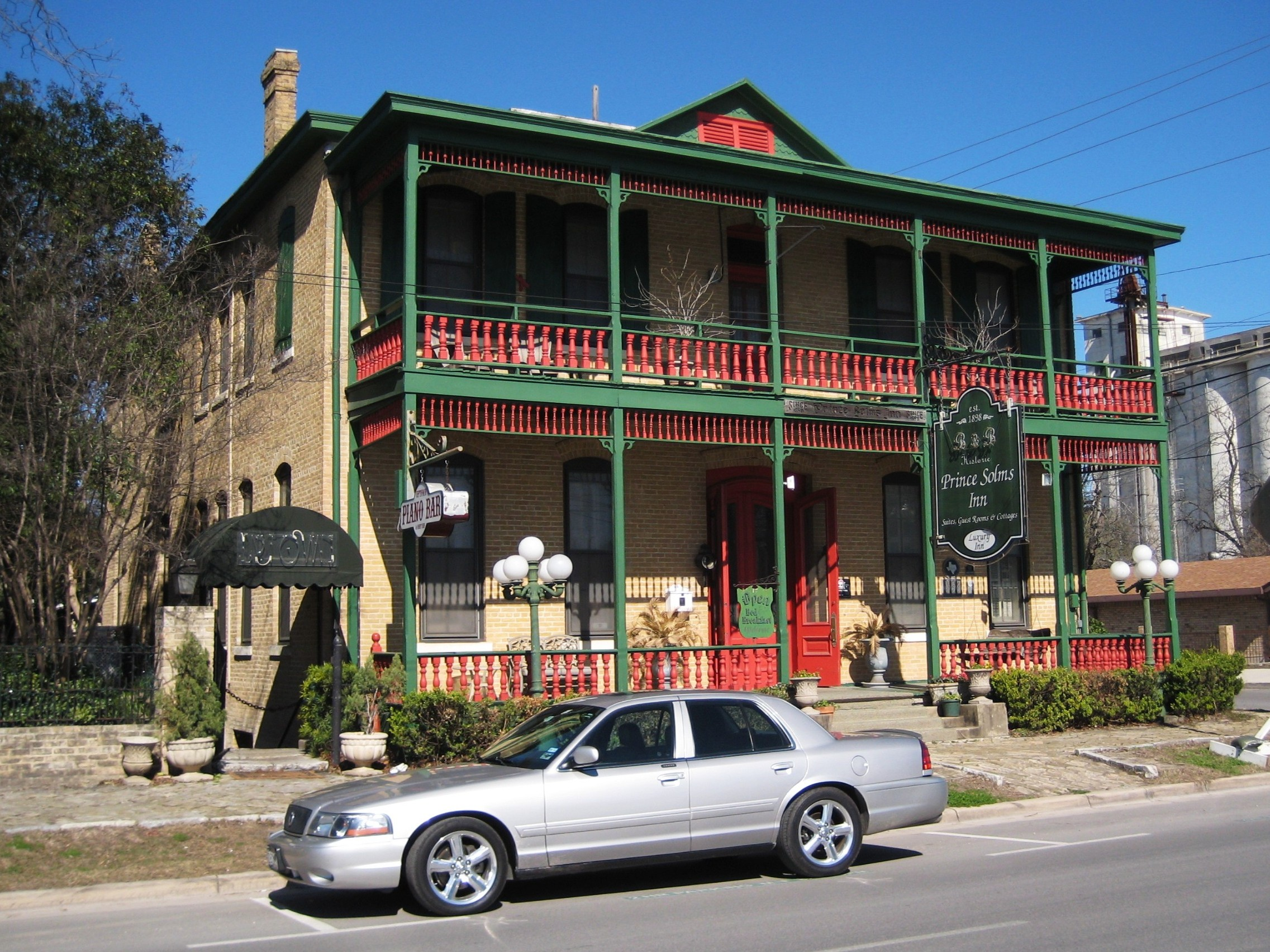
Гостиница Prince Solms Inn Bed & Breakfast, построенная в 1898 году.
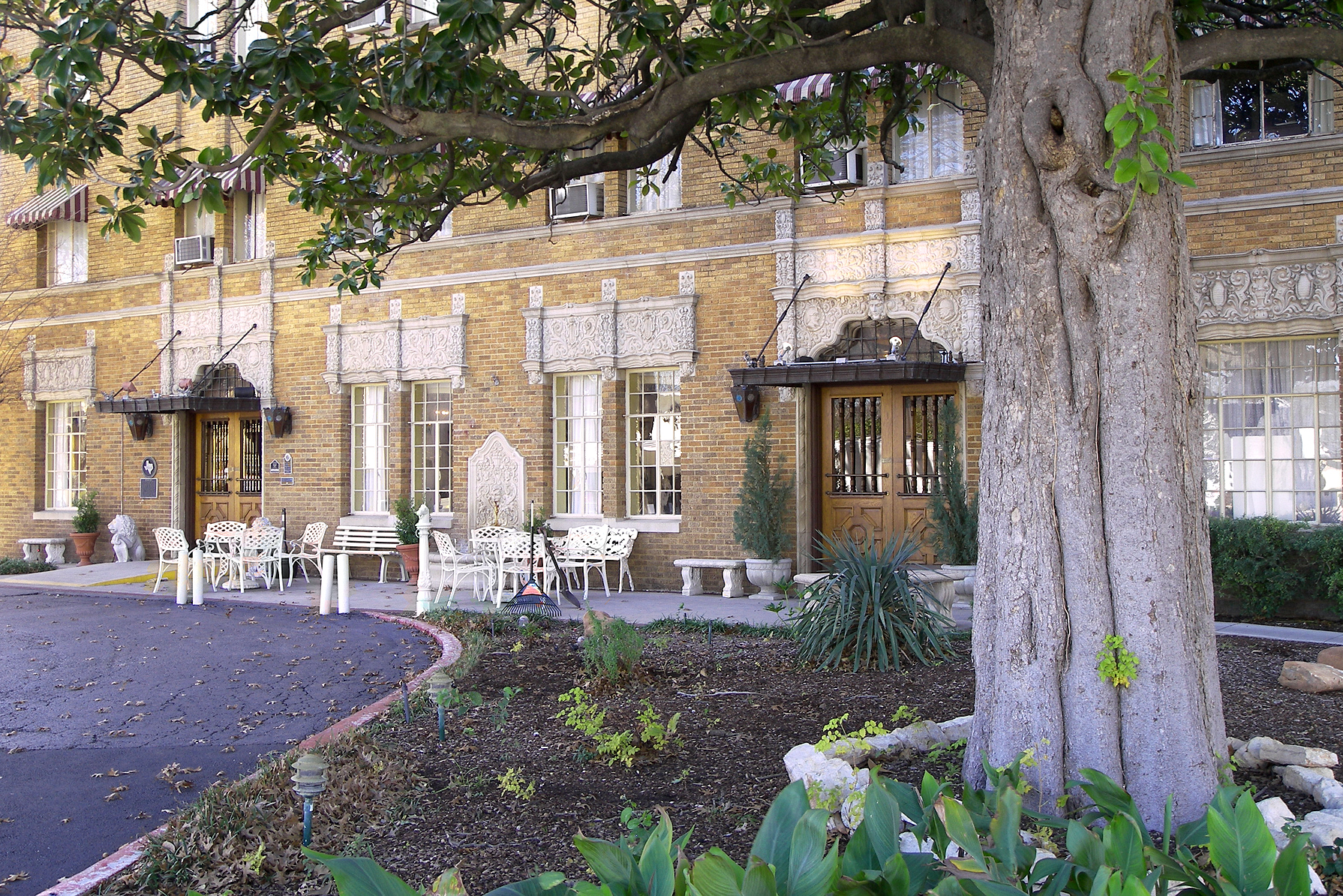
Отель Faust, строительство которого было завершено в 1929 году, за две недели до биржевого краха
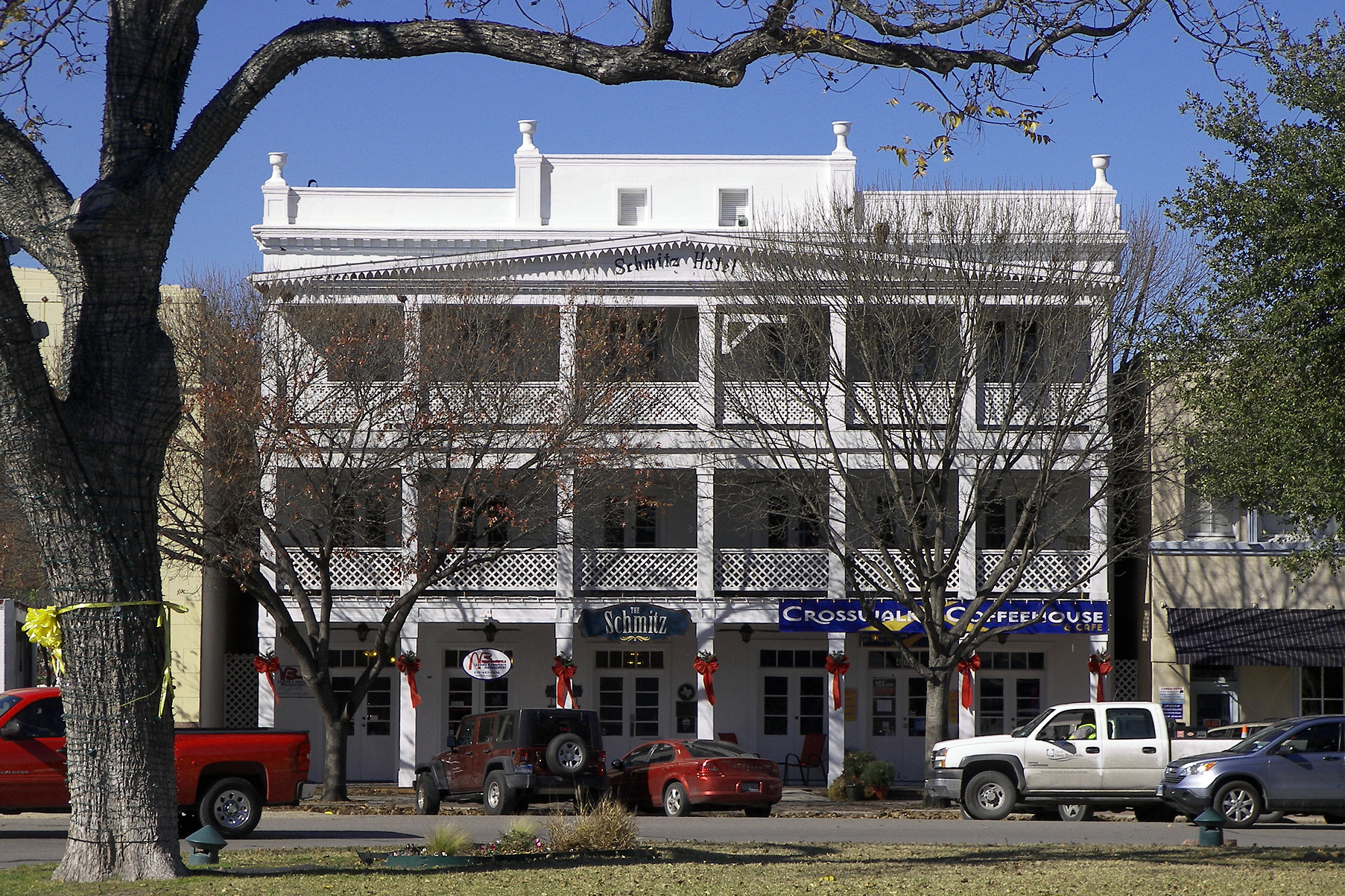
Гостиница Guadalupe, also known as the Schmitz, built in 1851, with constant renovation until 1873.
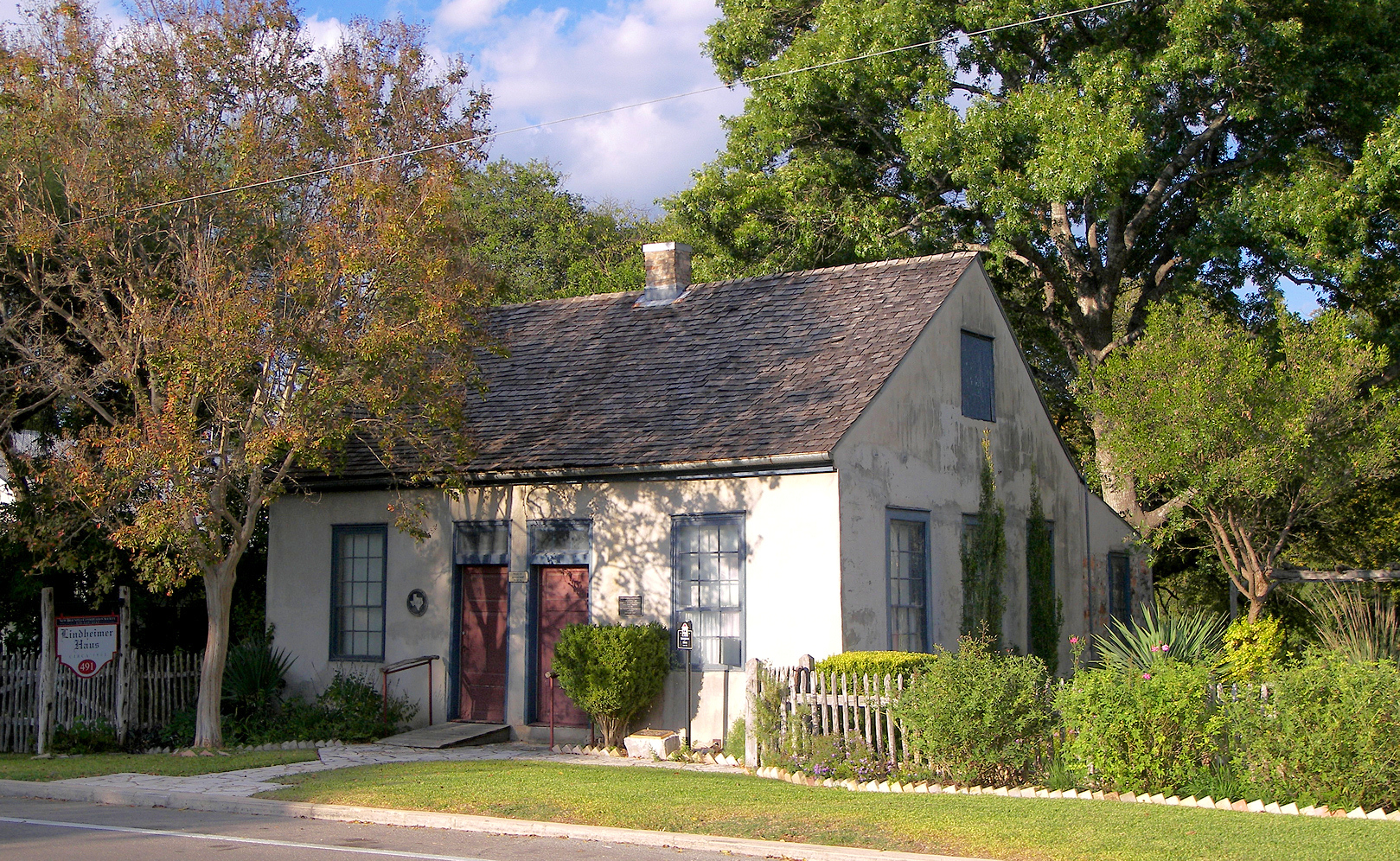
Дом Линдхаймера, построенный в 1852 году, находящийся во владении Общества сохранения Нью-Браунфелса
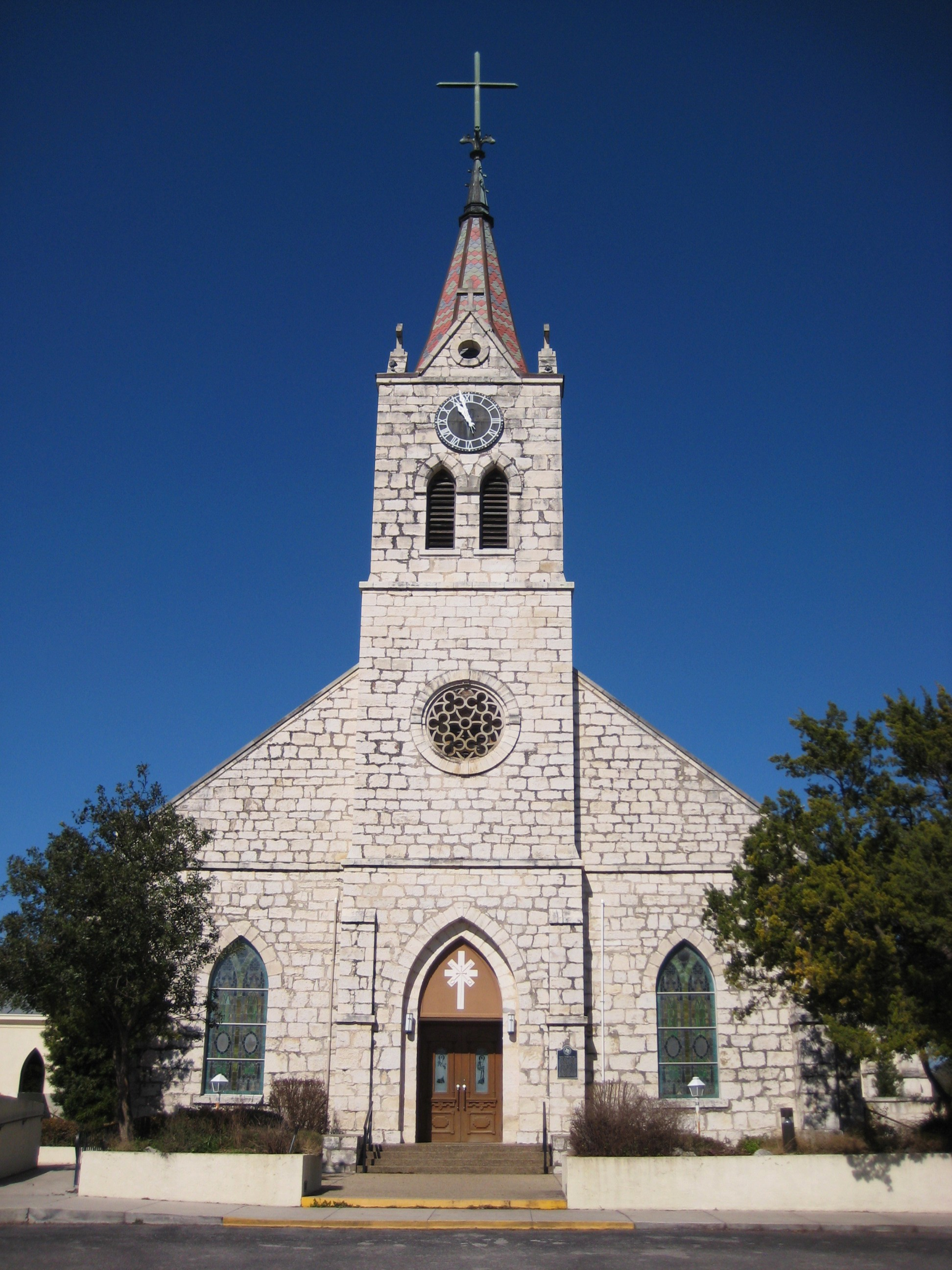
Католическая церковь Петра и Павла, заложенная в 1871 году
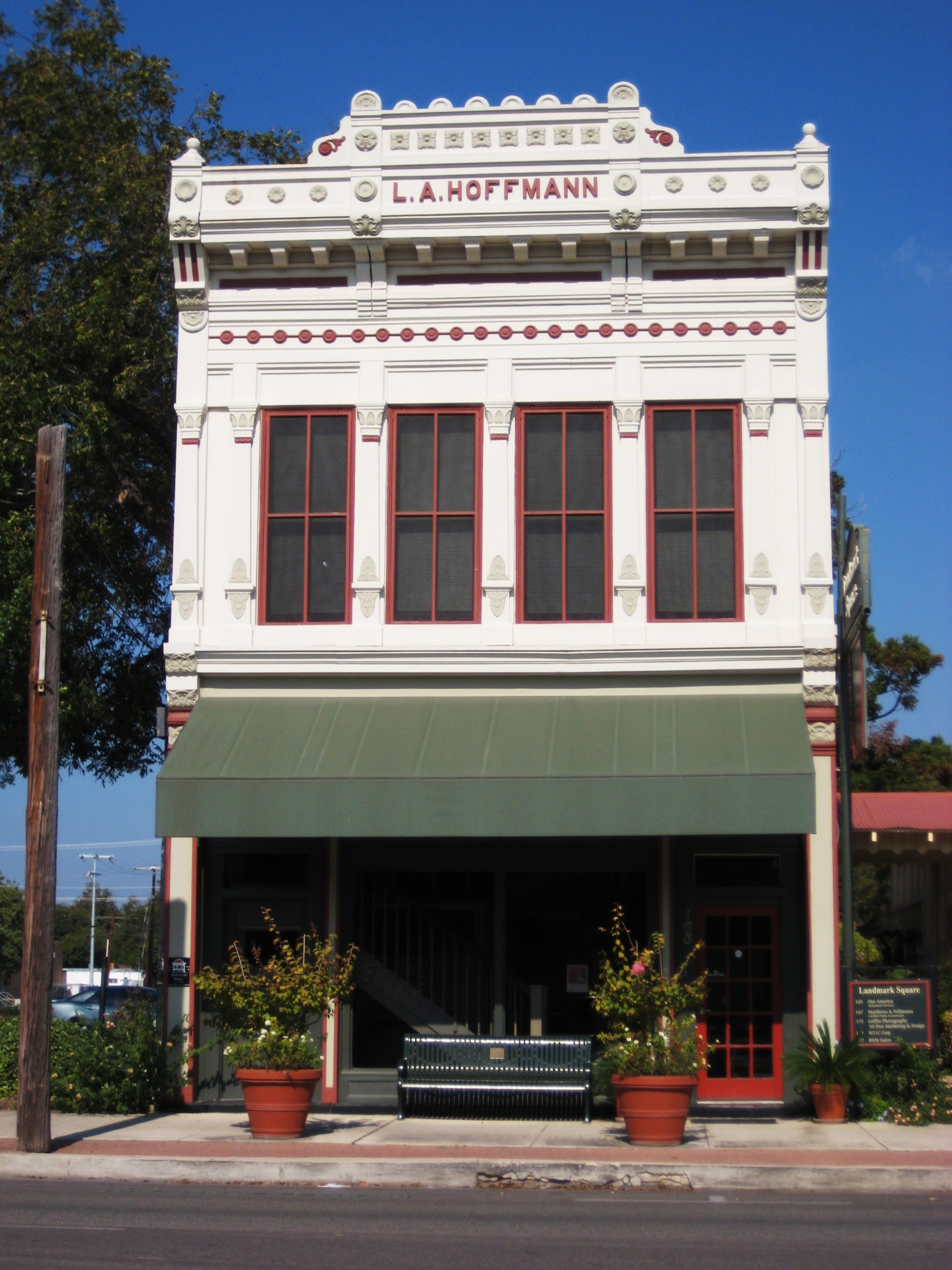
Дом Хоффманна
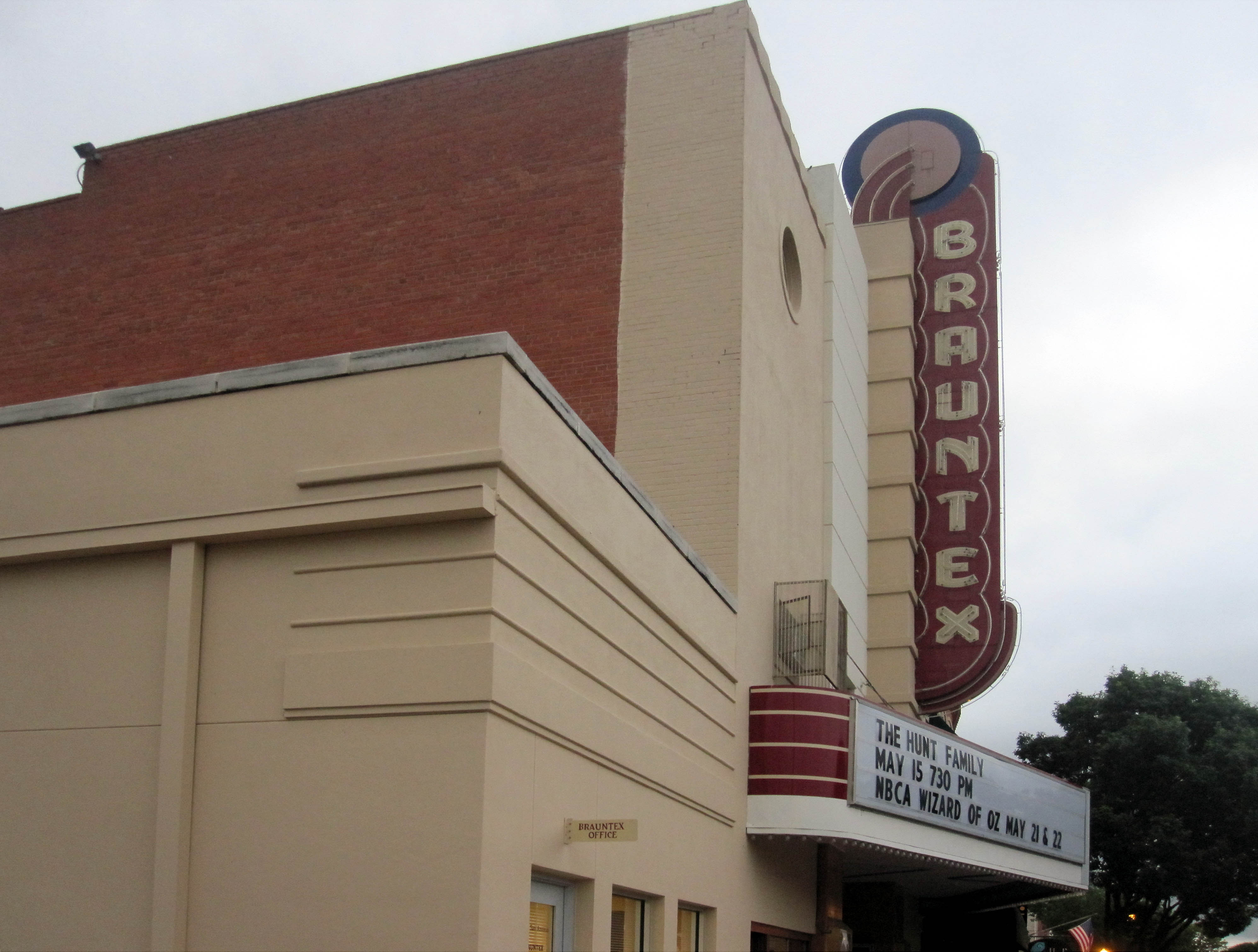
Бывший кинотеатр Браунтекс, сейчас центр исполнительских видов искусства
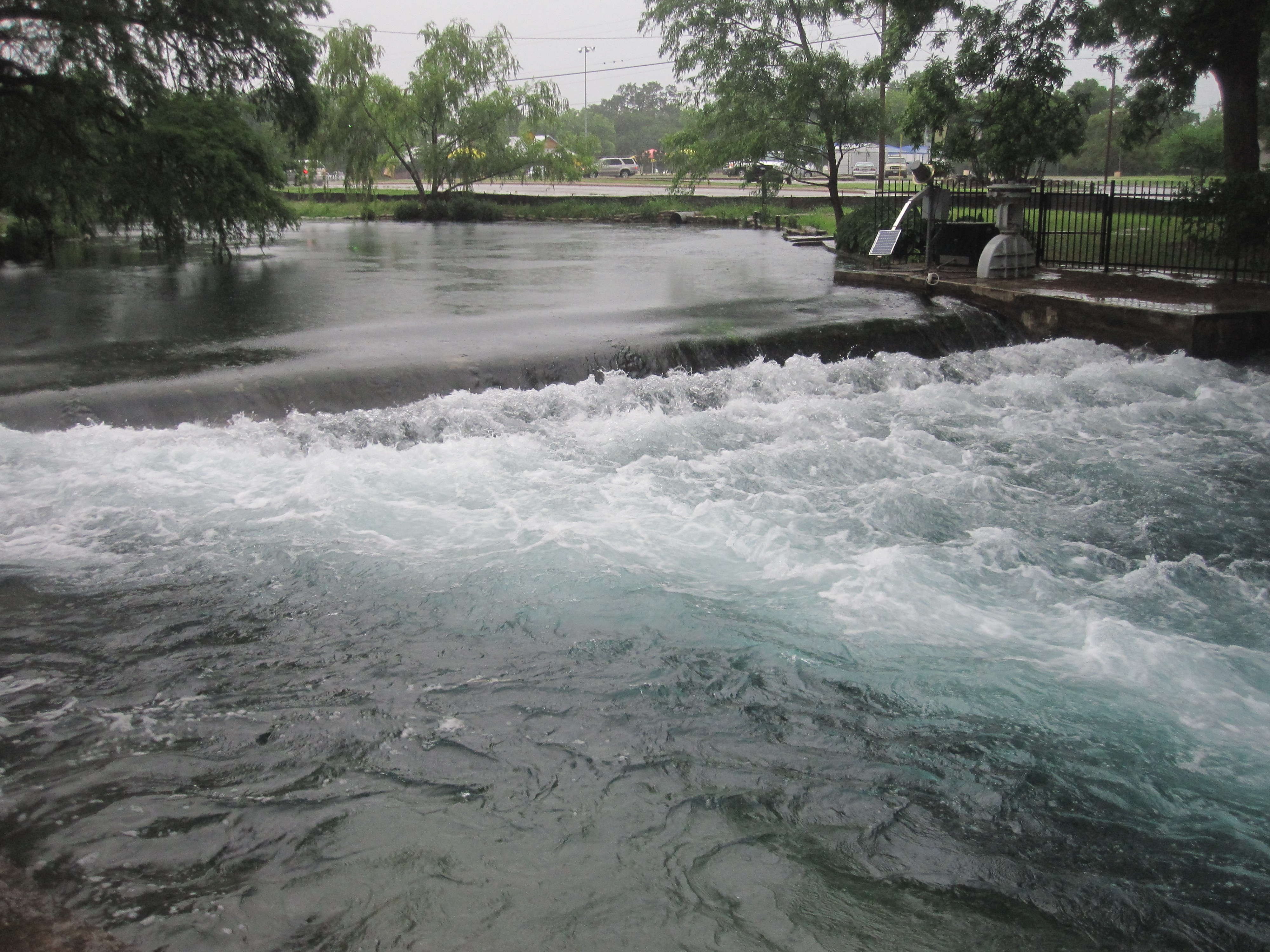
Порог реки Комал в парке Ланда в Нью-Браунфелсе
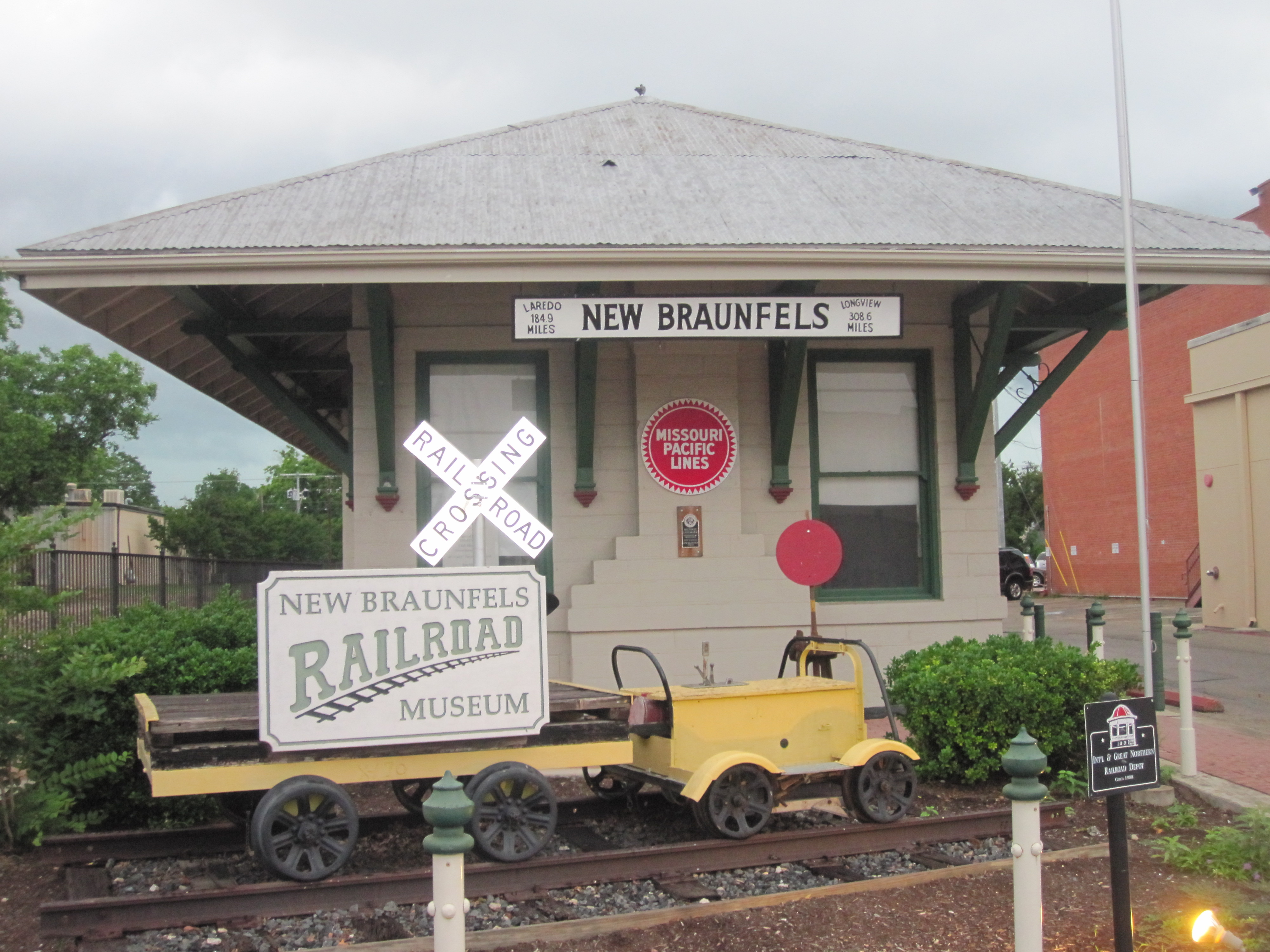
Железнодорожный музей Нью-Браунфелса
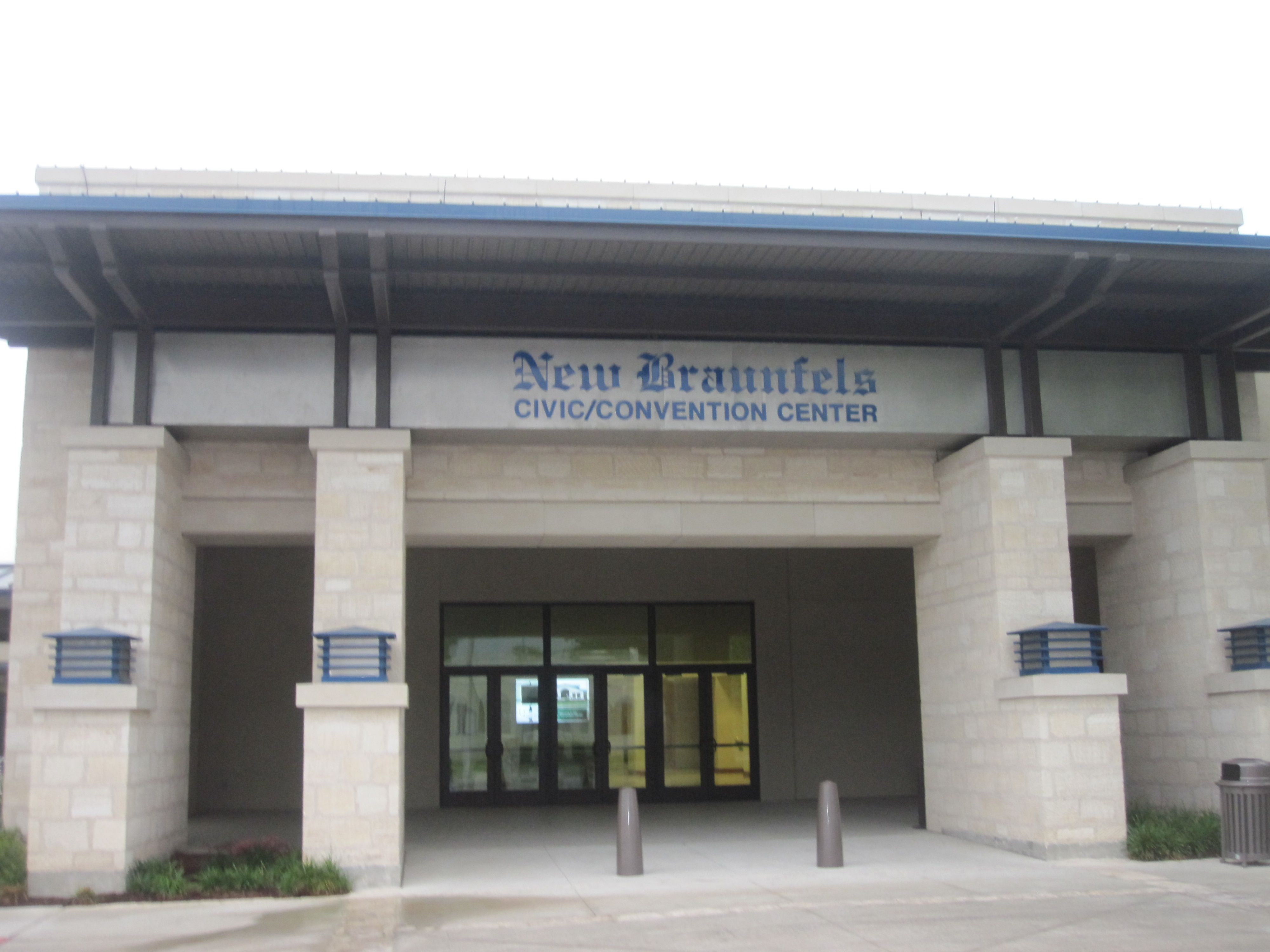
Конференц-центр Нью-Браунфелса рядом с Торговой палатой города
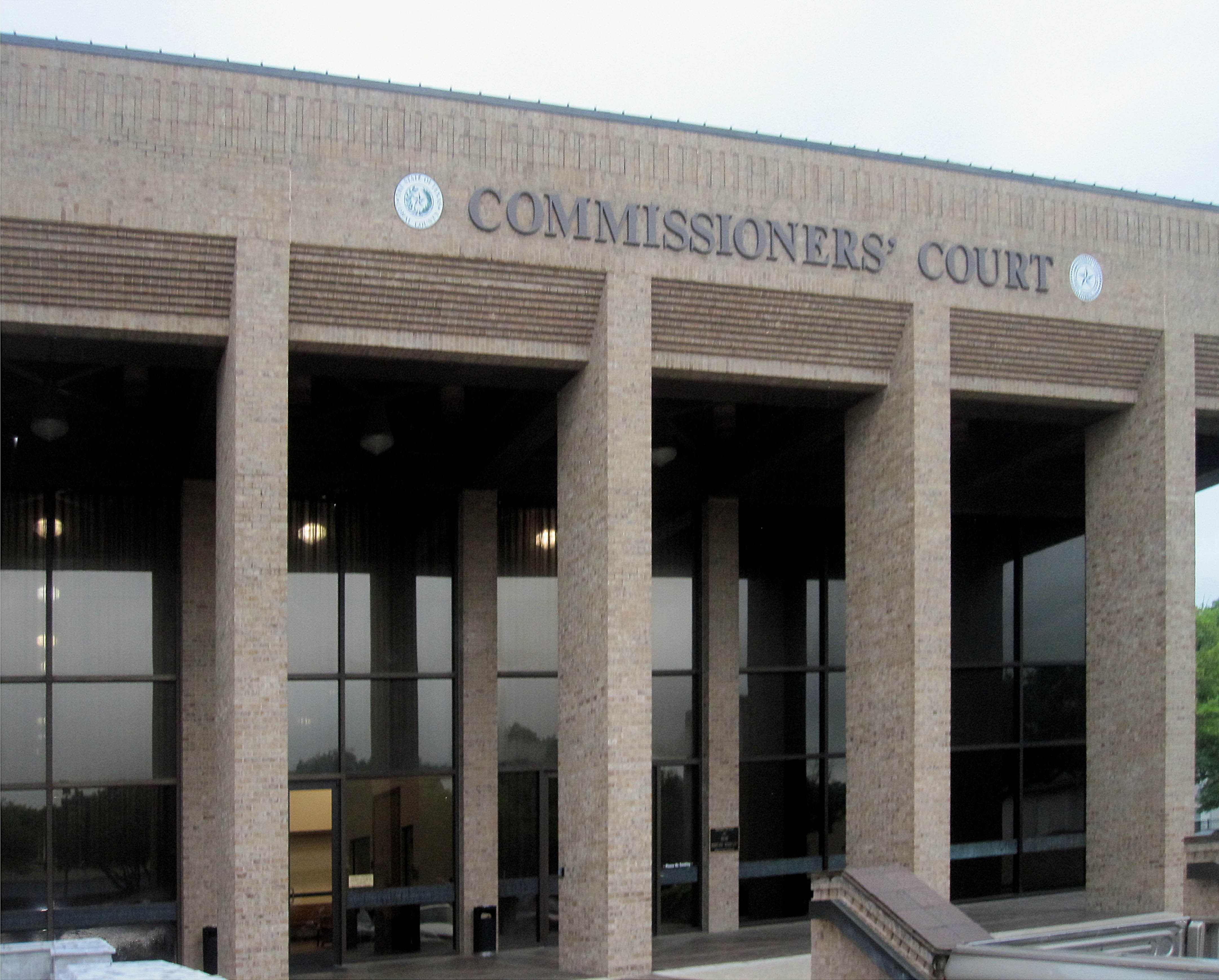
Изображение поселенцев в центре Нью-Браунфелса
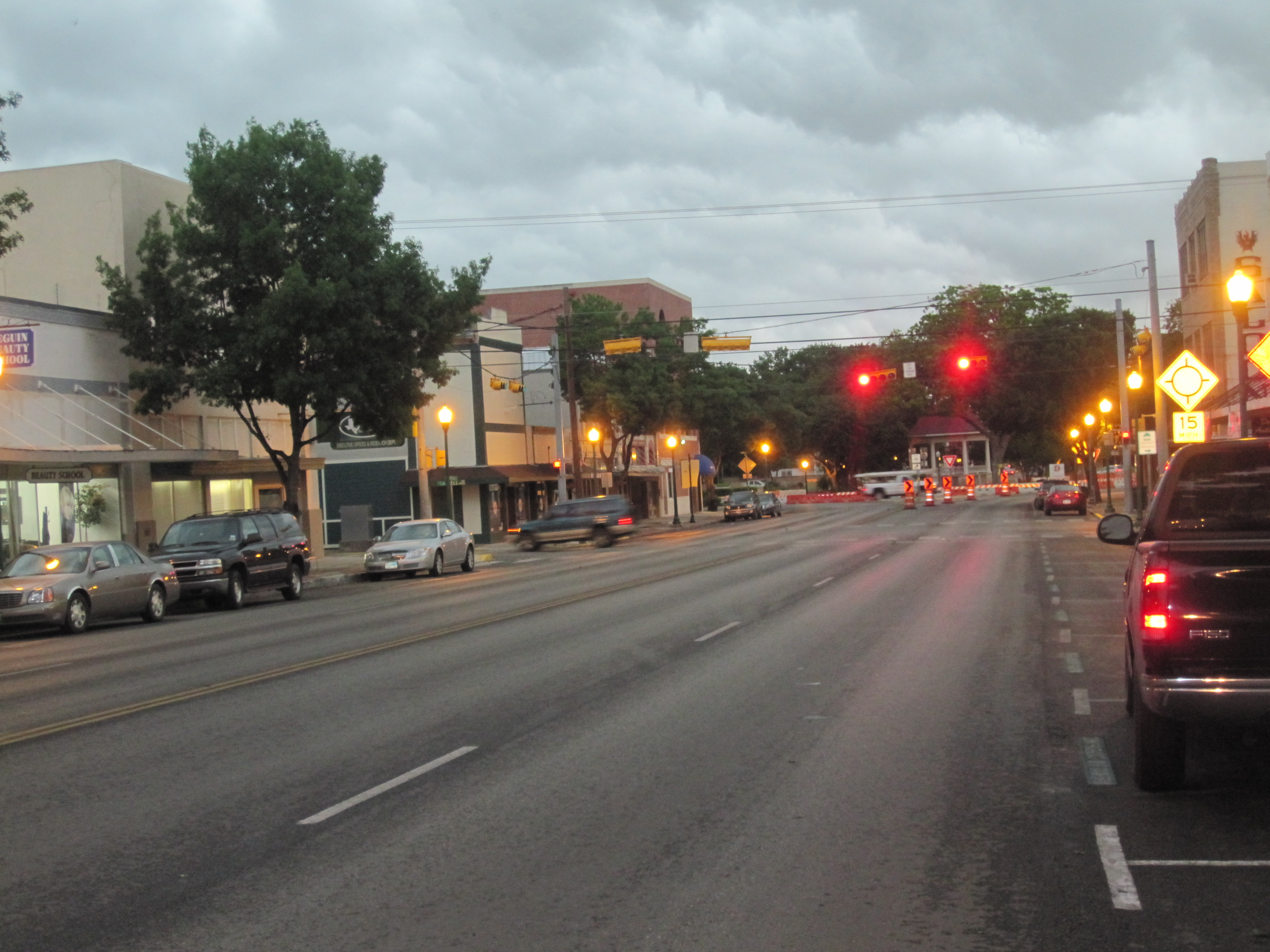
Центр города
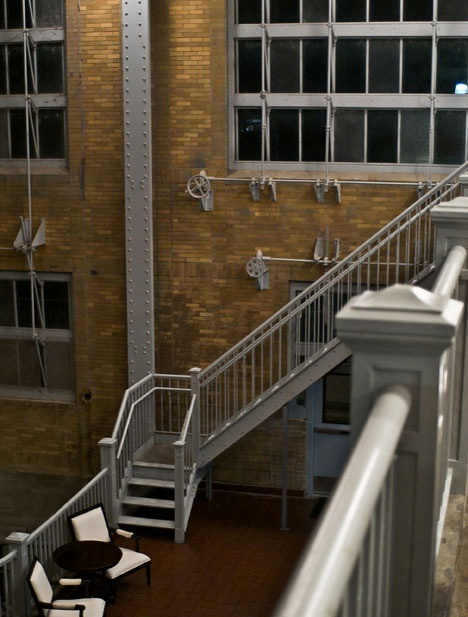
Интерьер бывшей электростанции LCRA
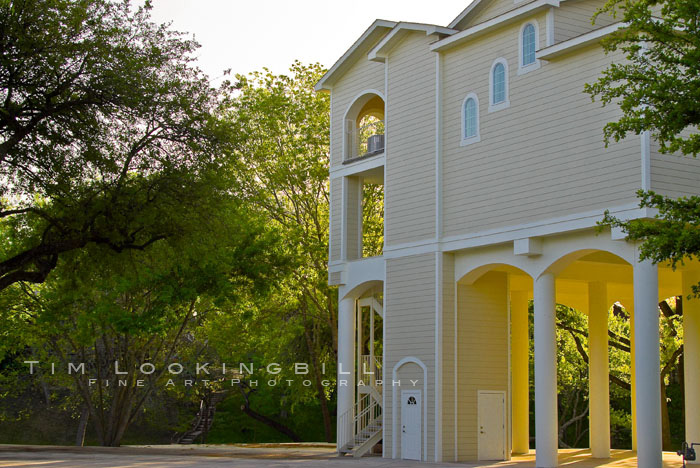
Роскошный дом на берегу реки Комал
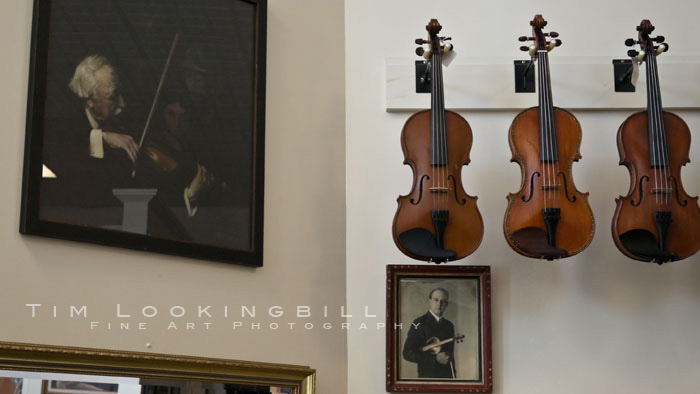
Магазин скрипок Duckworth
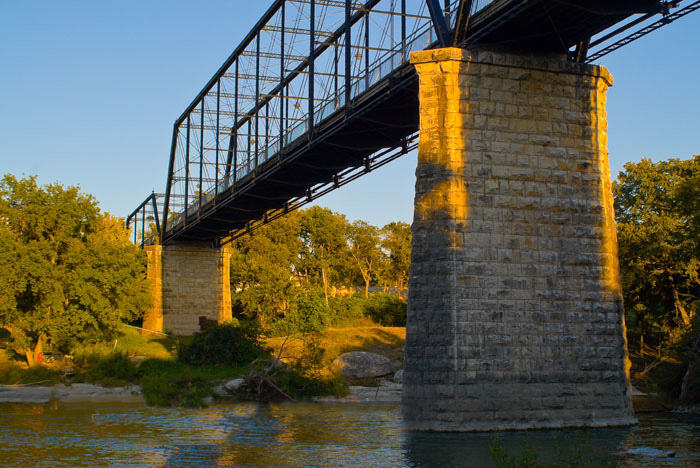
Пешеходный мост Faust Street через реку Гуадалупе в Нью-Браунфелсе
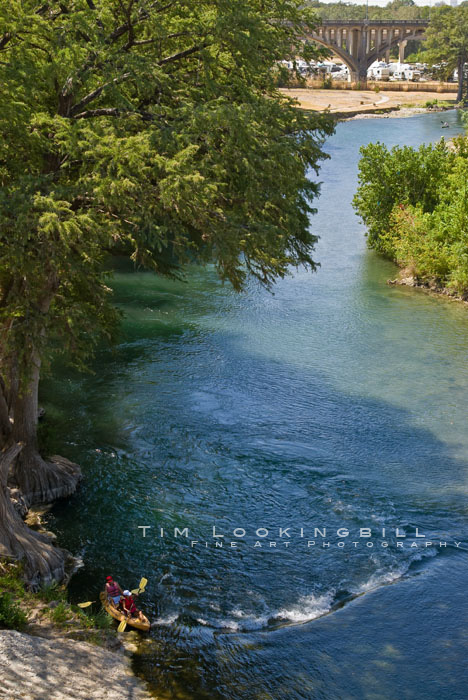
Каноэ на реке Гуадалупе
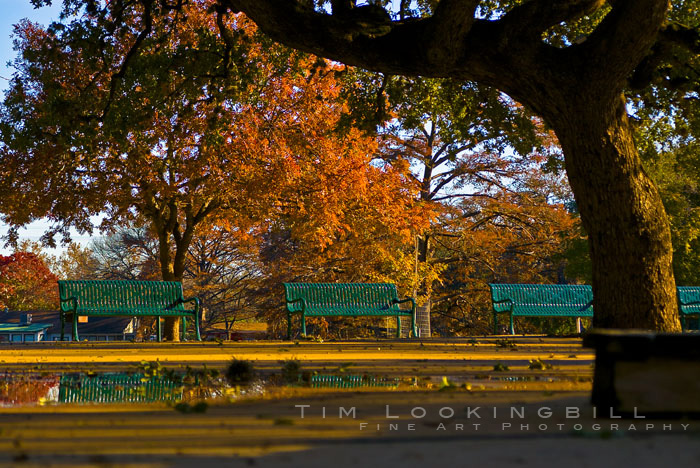
Танцплощадка в парке Landa Park
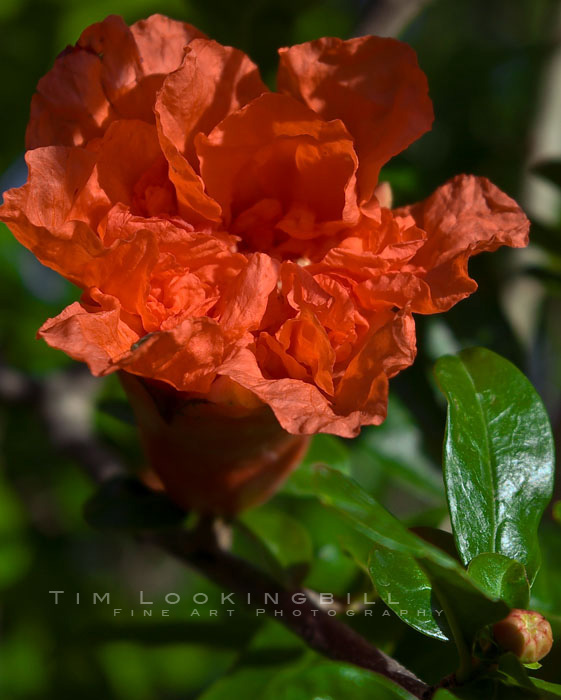
Цветок граната в парке Landa Park
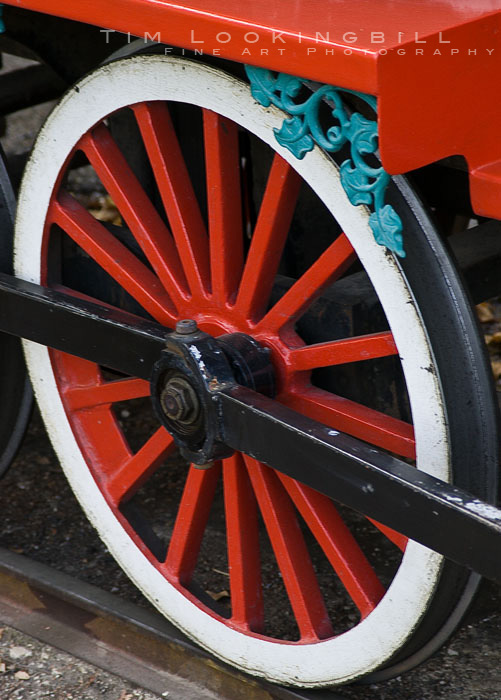
Колесо поезда в Landa Park
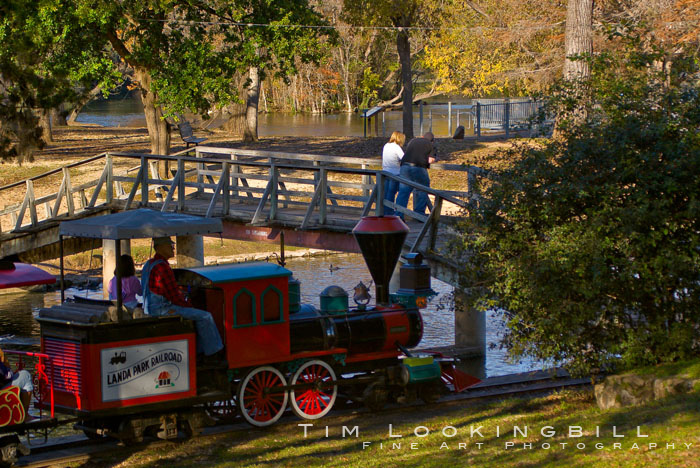
Поезд и пешеходный мост в Landa Park
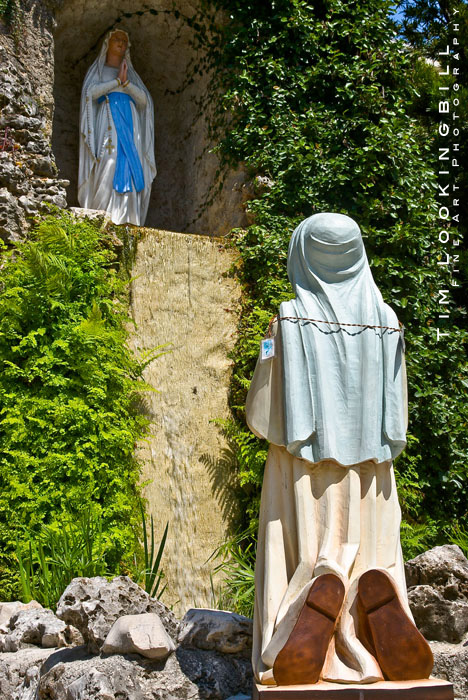
Грот в саду католической церкви святых Петра и Павла
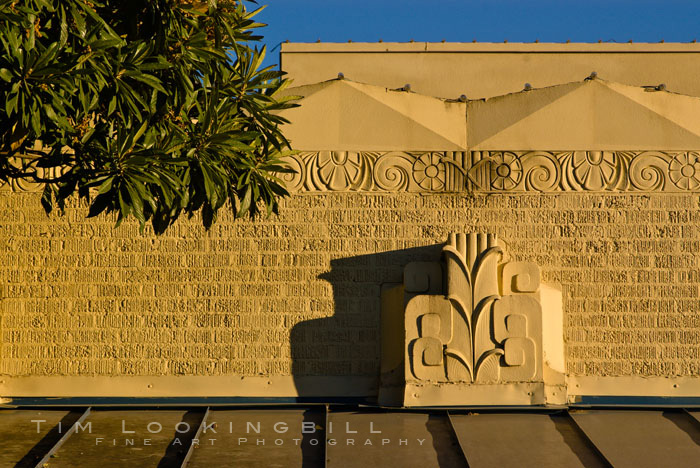
Офис коммунального предприятия Нью-Браунфелса
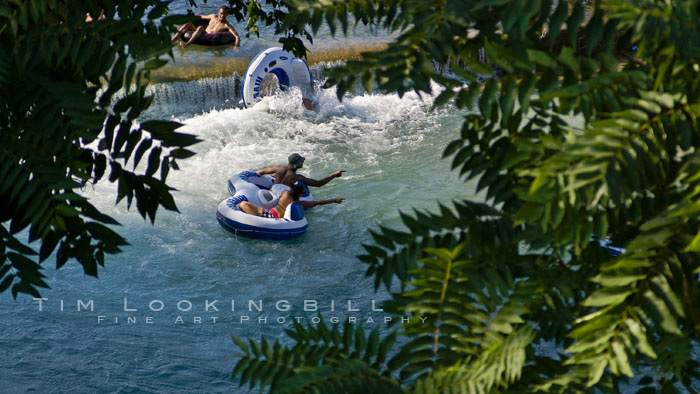
Тюбинг на реке Комал около парка Prince Solms Park
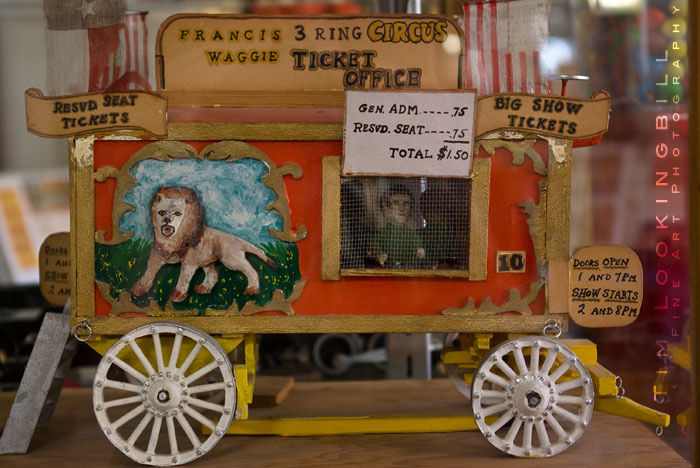
Выставка цирковых миниатюр Wagenfuehr
Panorama der Stadt Neu-Braunfels in Texas